# Het levenseinde van Peregrinos
Het levenseinde van Peregrinos (Oudgrieks: Περὶ τῆς Περεγρίνου τελευτῆς Peri tēs Peregrinou teleutēs; Latijn: De morte Peregrini) is een 2e-eeuwse satire van Loukianos van Samosata over de cynische filosoof Peregrinos Proteus, die in 165 aan zijn einde kwam door zelfverbranding. Loukianos was hiervan getuige en schreef er een harde satire over, waarin hij historische feiten vermengde met verzonnen laster, volgens het gebruikelijke stramien van de karaktermoord (pederastie, vaderwurging, enz.). Hij zag Peregrinos als een ijdele charlatan met een ongezonde fixatie op martelaarschap. Interessant is dat het om een van de eerste niet-christelijke blikken op het christendom gaat, want volgens Loukianos was Peregrinos gedurende een tweetal decennia christen geweest. Een citaat zal volstaan om te tonen dat Loukianos geen hoge dunk had van de opkomende religie:
Het komt erop neer dat die arme stumperds het in hun hoofd hebben gehaald dat zij onsterfelijk worden en het eeuwige leven krijgen. Het gevolg is dat zij de dood verachten en zich in groten getale vrijwillig aangeven. Daarbij komt dat hun eerste wetgever hun heeft geleerd dat zij elkanders broeders moeten zijn, wanneer ze eenmaal over de schreef zijn gegaan door het geloof in de Griekse goden af te zweren, waarna zij die aan het kruis geslagen praatjesmaker zelf vereren en volgens zijn wetten leven.  Daarom minachten zij al het aardse, onverschillig wat, en kennen zij slechts gemeenschappelijk bezit, ofschoon zij die leer op onzekere gronden hebben aanvaard. Iedere charlatan die zich bij hen aandient en iedere slimme rakker die profijt weet te trekken van deze situatie is dus al binnen de kortste keren boven jan doordat hij dit onnozele volk een rad voor ogen draait. (vert. Hein L. van Dolen, p. 60)

Het werk heeft de vorm van een briefverslag aan de platonist Kronios de Pythagoreër, legt de verdediging van Peregrinos in de mond van zijn volgeling Theagenes van Patras, maar geeft vooral ruim baan aan de persona van Loukianos om hem op de hak te nemen. 

## Uitgaven
- A.M. Harmon, "The Passing of Peregrinus" in The Works of Lucian, vol. V, 1962, p. 1-51 (Grieks-Engels)
- Lucianus, De dood van Peregrinus, van inleiding en aanteekeningen voorzien door D. Plooij en J.C. Koopman, Utrecht, 1915 (Grieks met Nederlandse commentaar)

## Nederlandse vertalingen
- Lucianus, "Het levenseinde van Peregrinos" in: De ontmaskering van de charlatans, vert. Hein L. van Dolen, 1996, p. 56-73
- C.F.M. Deeleman, "Over het uiteinde van Peregrinus" in: Lucianus' geschrift De morte Peregrini, doctoraal proefschrift, Utrecht, 1902, p. 35-66
- Steven Blankaart, "Dood van Peregrinus" in: Alle de werken van Lucianus den Samosatenser, Amsterdam, Johannes ten Hoorn, vol. II, 1679, p. 304-311